# Devilskin
Devilskin ist eine neuseeländische Alternative-Metal-Band aus Hamilton.

## Geschichte

### Frühe Jahre undWe Rise
Die Band wurde im Juni 2010 gegründet und nannte sich ursprünglich Devilgun. Die Sängerin Jennie Skulander war zuvor in der Band Slipping Tongue aktiv, während der Gitarrist Tony „Nail“ Vincent vor der Bandgründung bei Chuganaut spielte. Bassist Paul Martin erlangte in Neuseeland durch seine Radiosendung Axe Attack Popularität und spielte in der Band Knightshade and Blackjack. Nachdem Paul Martin mitbekam, dass sich Skulanders alte Band aufgelöst hatte, bot er ihr den Posten der Sängerin an, was Skullander zunächst ablehnte. Sechs Monate später fragte Paul Martin nochmal nach und Skullander nahm an einer Jamsession teil. Sie sollte später Paul Martins Schwiegertochter werden. Der Bandname soll ausdrücken, dass jeder Mensch eine dunkle, böse Seite hat. Der damals 50-jährige Schlagzeuger Bob McWhanell musste die Band nach einem Motorradunfall verlassen. Sein Nachfolger wurde Paul Martins damals 15-jähriger Sohn Nic. 
Die Band arbeitete über mehrere Jahre an ihrem Songmaterial und schlug mehrere Angebote diverser Plattenfirmen zunächst aus. Anfang 2014 nahm die Band mit dem Produzenten Clint Murphy ihr Debütalbum auf, von denen einige Lieder insbesondere von dem Radiosender The Rock massives Airplay erhielten. Am 11. Juli 2014 veröffentlichte die Band auf ihrem eigenen Plattenlabel ihr Debütalbum We Rise, das prompt auf Platz eins der neuseeländischen Albumcharts einstieg. Innerhalb von zwei Wochen erhielt das Album eine Goldene Schallplatte und wurde im März 2015 mit Platin ausgezeichnet. Aufgrund des großen Erfolges veröffentlichte die Band im November 2014 das Livealbum Live at the Powerstation, dem eine DVD beiliegt. Im Februar 2015 spielte die Band zwei Konzerte in Neuseeland im Vorprogramm von Slash, bevor im April 2015 die ersten Konzerte in Europa folgten.

### Be Like the RiverundRed
Am 9. Mai 2015 eröffneten Devilskin für Mötley Crüe und Alice Cooper in der Aucklander Vector Arena. Bei den New Zealand Music Awards wurde die Band in den Kategorien Highest Selling NZ Album, Best Rock Album und Breakthrough Artist nominiert, die Preise gingen jedoch an Sol3 Mio, Shihad bzw. Marlon Williams. Über das deutsche Label Rodeostar wurde We Rise am 26. Februar 2016 weltweit veröffentlicht. Gleichzeitig arbeitete die Band mit dem Produzenten Clint Murphy an ihrem zweiten Album Be Like the River, das am 11. November 2016 veröffentlicht wurde, erneut auf Platz eins der neuseeländischen Albumcharts einstieg und im Juli 2017 in Neuseeland mit Gold ausgezeichnet wurde. Nach einer Show im Vorprogramm von Disturbed in Auckland folgte Anfang 2017 eine Tournee in Australien im Vorprogramm von Halestorm, gefolgt von einer Europatournee im Frühjahr 2017. Bei den Konzerten im Vereinigten Königreich waren Devilskin im Vorprogramm von Airbourne zu sehen. 
Devilskin wurden bei den New Zealand Music Awards 2017 in der Kategorie Best Rock Artist ausgezeichnet. In der Kategorie Best Group wurde die Band ebenfalls nominiert, der Preis ging jedoch an SWIDT. Produzent Clint Murphy wurde als Best Engineer ausgezeichnet. Darüber hinaus erhielt das Album 2018 in Neuseeland eine Goldene Schallplatte. Im folgenden Jahr erkrankte Jennie Skulander an Endometriose und musste sich operieren lassen. Ihre Bandkollegen arbeiteten derweil am dritten Studioalbum. Nach Skulanders Genesung tourten Devilskin im Herbst 2018 zunächst als Vorgruppe von Halestorm durch Europa und dann als Headliner durch das Vereinigte Königreich, bevor anschließend das dritte Studioalbum aufgenommen wurde. Red erschien am 3. April 2020. Die geplante Europatournee mit Like a Storm wurde wegen der COVID-19-Pandemie verschoben.

### SurfacingundRe-Evolution
Am 3. Mai 2024 veröffentlichte die Band die EP Surfacing. Diese enthält neben drei neuen Liedern und einem bislang nur auf dem Livealbum veröffentlichten Lied Coverversionen der Lieder Holy Diver und Barracuda, im Original von Dio bzw. Heart. Die EP erreichte Platz vier der neuseeländischen Albumcharts. Am 11. Juli 2025 folgte das vierte Studioalbum Re-Evolution. Als Gastmusiker sind auf dem Album Nik Barker von Twelve Foot Ninja und Joe Hottinger von Halestorm zu hören.

## Stil
Marcel Rudoletzky vom deutschen Magazin Metal Hammer beschrieb die Musik von Devilskin als eine „kraftvolle, moderne Rock- und Metal-Mixtur“, bei der die Band „zeitgemäß und massentauglich“ klingt. Peter Kubaschk vom Onlinemagazin Powermetal.de verglich Devilskin mit Bands wie Stone Sour oder Halestorm. Patrik Lienert vom Onlinemagazin Bleeding 4 Metal zog darüber hinaus noch Vergleiche mit Disturbed und Evanescence heran. Laut dem Bassisten Paul Martin gäbe es aber keinen allgemeingültigen Oberbegriff für die Musik der Band.
Die Texte werden von der Sängerin Jennie Skulander und vom Bassisten Paul Martin geschrieben. Skulander schreibt mehr über emotionale Dinge und eigene Erfahrungen, die sie allerdings in ihren Texten zu tarnen versucht. Martins Texte sind dagegen mehr von beobachtender Natur.

## Diskografie
Studioalben

| Jahr | Titel Musiklabel            | Höchstplatzierung, Gesamtwochen, AuszeichnungChartsChartplatzierungen (Jahr, Titel, Musiklabel, Platzierungen, Wochen, Auszeichnungen, Anmerkungen) | Anmerkungen                                               |
| Jahr | Titel Musiklabel            | NZ | Anmerkungen                                               |
| ---- | --------------------------- | --- | --------------------------------------------------------- |
| 2014 | We Rise Devilskin Ltd.      | NZ1 ×2Doppelplatin · (47 Wo.)NZ | Erstveröffentlichung: 11. Juli 2014 Verkäufe: + 30.000    |
| 2016 | Be Like the River Rodeostar | NZ1 Gold · (12 Wo.)NZ | Erstveröffentlichung: 11. November 2016 Verkäufe: + 7.500 |
| 2020 | Red Rodeostar               | NZ2 (7 Wo.)NZ | Erstveröffentlichung: 3. April 2020                       |
| 2025 | Re-Evolution Rodeostar      | — | Erstveröffentlichung: 11. Juli 2025                       |

## Auszeichnungen
New Zealand Music Awards
| Jahr | Kategorie                | für       | Resultat  |
| ---- | ------------------------ | --------- | --------- |
| 2015 | Best Rock Album          | We Rise   | Nominiert |
| 2015 | Breakthrough Artist      | Devilskin | Nominiert |
| 2015 | Highest Selling NZ Album | Devilskin | Nominiert |
| 2017 | Best Rock Artist         | Devilskin | Gewonnen  |
| 2017 | Best Group               | Devilskin | Nominiert |